# 新聯盟條約

參與起草條約并支持保持联盟的共和國
参与起草條約并支持保持联盟，但八一九事件后走向独立的共和国
沒有參與起草條約，希望彻底独立的共和國

新聯盟條約（羅馬化：Novyy soyuznyy dogovor）是指在1991年时蘇聯政府公布的新的共和国联盟办法，使原先的苏维埃社会主义共和国联盟（Союз Советских Социалистических Республик, СССР）成为全新的苏维埃主权共和国联盟（Союз Советских Суверенных Республик, СССР），後來又改稱“主权国家联盟”（Союз Суверенных Государств）。其目的是试图保持苏联的完整，但实际上条约尚未生效即发生了八一九事件并因此加速了蘇聯解体。

## 背景

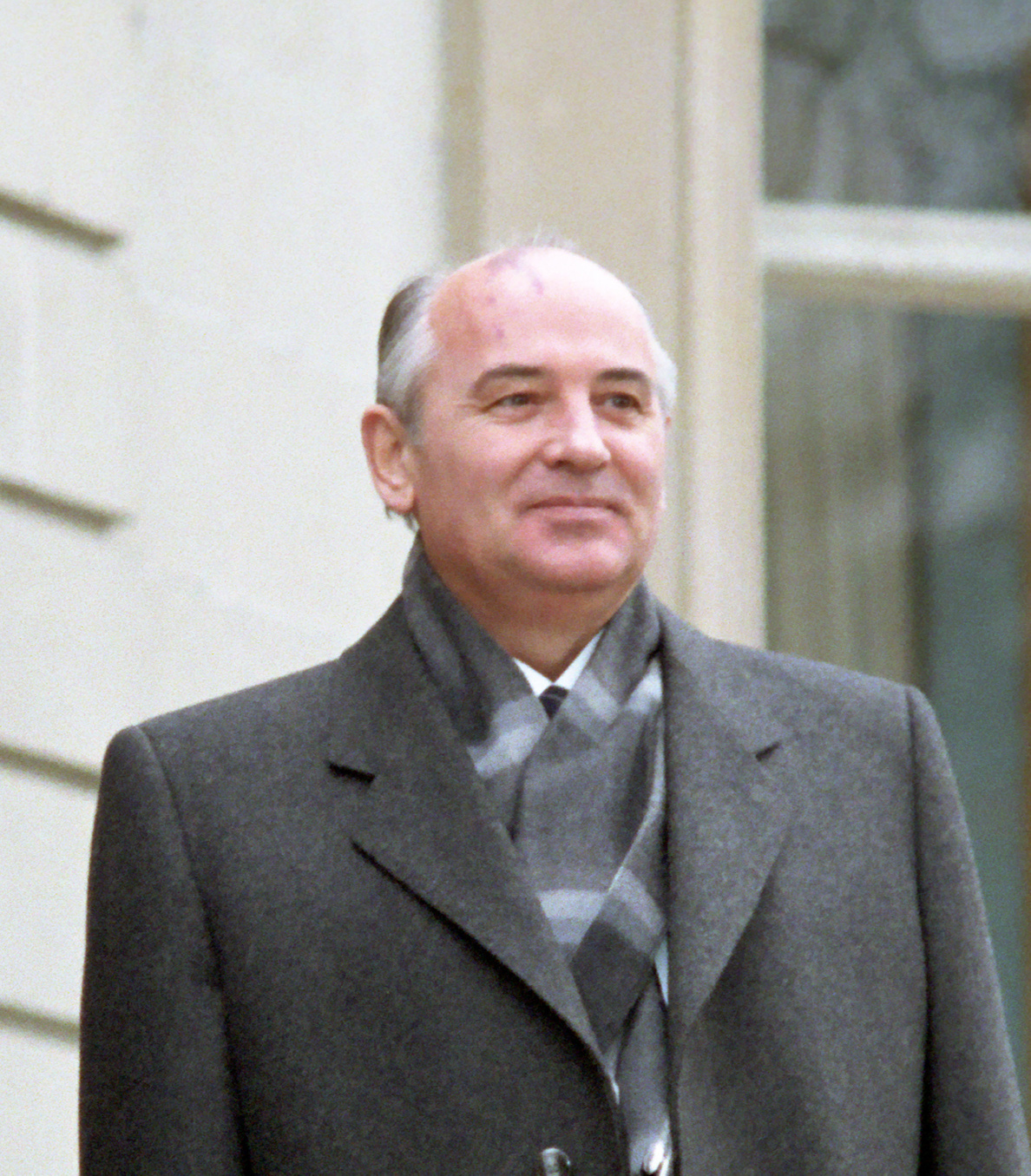
苏联领导人戈尔巴乔夫

在时任苏联共产党总书记兼苏联总统米哈伊尔·戈尔巴乔夫“民主化、公开性、多元化”的改革下，1990年，立陶宛、爱沙尼亚和拉脫維亞三个波罗的海国家率先宣布独立，而苏联其它各加盟共和国的离心倾向也因此迅速增强。
在1991年3月17日苏联举行了一次旨在调查起草新工作条约意向的公民投票。共有九个加盟共和国 （俄罗斯苏维埃联邦社会主义共和国，乌克兰苏维埃社会主义共和国，白俄罗斯苏维埃社会主义共和国，哈萨克苏维埃社会主义共和国，阿塞拜疆苏维埃社会主义共和国，乌兹别克苏维埃社会主义共和国，吉尔吉斯苏维埃社会主义共和国，土库曼苏维埃社会主义共和国和塔吉克苏维埃社会主义共和国）参与全民投票。在这所有的九个共和国中76％的选民支持维持邦聯制度的苏联，占大多数。反对派最多的城市为列宁格勒和莫斯科。然而苏联其他的六个共和国已经逐步走向独立，抵制了这次公民投票。
为了保住苏联的完整性，1991年5月，蘇聯總統戈尔巴乔夫与十五个加盟共和国首脑达成协议，同意组成“新苏联”。
1991年8月14日苏联政府公布了新联盟条约文本，签署工作预定在8月20日开始。条约签字之日起生效后，1922年的联盟条约即同时失效。

## 主要内容
1. 依据新条约的规定，苏维埃社会主义共和国联盟将改名为“苏维埃主权共和国联盟”，简称仍为苏联。
2. 新条约同时规定，“苏联为平等共和国联合组成的联邦制主权民主国家”，“缔约的每个共和国均为主权国家”。
3. 结成联盟的各共和国保留独立决定涉及本国发展的一切问题的权利，在国际关系中苏联为一个主权国家，但结成联盟的各共和国有权同外国建立直接的外交、领事和贸易关系。
4. 联盟成员国的相互关系原则是：平等、尊重主权和领土完整、不干涉内政、和平解决争端、合作互助、诚实履行根据联盟条约和共和国间协议而承担的义务。
5. 在联盟职权范围内，联盟法律至高无上；在共和国职权范围内，共和国法律在本共和国境内至高无上。
6. 苏联土地、矿产、水源和其他自然资源均为各共和国所有。

## 突发事件
由于新联盟条约使得苏联各共和国主权独立，苏联实际上由联邦转变为邦联。苏联政府内部的一些保守派官员试图维护苏联原有的联盟体制、避免苏联实质上解体，于是发动了以废除总统戈尔巴乔夫为目标的八月政变。

## 真正的新联盟

独立国家联合体會旗

在8月22日的记者招待会上，戈尔巴乔夫声称：“（苏联）已经进入了变革的决定性阶段。权力在变化，所有制关系在变化，聯盟在变化。已经接近签署新联盟条约（原定于20日）了，已经做了的事情，即在签署条约前夕发生的事情，也不是偶然的。斗争也就是由此而产生的，并且是尖锐的。” 他还承认叶利钦“在平定阴谋中起了卓越作用”。戈尔巴乔夫说，“最近几个月和最近几天我同叶利钦一起所做的一切，都是为了使我们的和谐与合作成为同所有共和国一起联合一切民主力量的经常性因素。有人企图破坏这个立场，但是，局势已经锻炼了我们。”从此可以看出，戈尔巴乔夫把叶利钦作为共同改革苏联的战友。但戈尔巴乔夫错误地估计了形势，叶利钦并没有同他一道建立所谓的“苏维埃主权共和国联盟”。
两天后，戈尔巴乔夫即宣布辞去他的苏联共产党中央委员会总书记职务，并建议苏共中央“自行解散”。
然而，八一九事件的迅速失败成为了苏联加速瓦解的催化剂，苏联各共和国离心趋向愈加明显，最高苏维埃纷纷通过议案宣布独立。最终在12月8日，在各个加盟共和国已独立的情况下，苏联原加盟共和国俄罗斯、白俄罗斯和乌克兰在乌克兰首都基輔签订协议，成立了一个国际组织——獨立國家聯合體。至1991年12月22日为止，除波罗的海三国和格鲁吉亚外的11个原苏联加盟共和国均已加入独联体。

## 参加投票的苏联加盟共和国
- 俄罗斯
- 白俄罗斯
- 乌克兰
- 阿塞拜疆
- 哈萨克
- 吉尔吉斯
- 塔吉克
- 土库曼
- 乌兹别克

## 没有参加投票的加盟共和国
- 亚美尼亚
- 爱沙尼亚
- 格鲁吉亚
- 拉脱维亚
- 立陶宛
- 摩尔达维亚